# رازبة أجمية
رازبة أجمية (الاسم العلمي:Rhizopus caespitosus) هي نوع من الفطريات تتبع جنس الرازبة من الفصيلة العفنية.